# Confédération syndicale des Pays-Bas
Pour les articles homonymes, voir FNV.
La Federatie Nederlandse Vakbeweging (FNV, en français : Confédération syndicale des Pays-Bas) est un syndicat néerlandais fondé en janvier 1982. La FNV est affilliée à la Confédération syndicale internationale. Avec 1,4 million d'adhérents la FNV est la principale organisation syndicale néerlandaise avec environ 60 % de l'effectif syndiqué des Pays-Bas.

## Histoire
La FNV a été fondée en 1976 de la fusion de la Fédération syndicale catholique néerlandaise (NKV) fondé en 1909 et de l'Alliance néerlandaise des syndicats (NVV), social-démocrate, fondée en 1906.

## Syndicats
Les syndicats affiliés à la confédération FNV sont :
- ABVAKABO FNV (fonction publique)
- ANBO (séniors)
- AOb (enseignants)
- FNV Bondgenoten (différentes branches de l'industrie et des services)
- FNV Bouw (construction)
- FNV KIEM (artistes et typographes)
- FNV Horecabond (salariés des hôtels et restaurants)
- FNV Mooi (beauté, coiffure)
- NPB (police)
- Nautilus NL (marine)
- NVJ (journalistes)
- AFMP / MARVER (personnel militaire)
- FNV Sport (activités sportives)
- NL Sporter / VVCS (sportifs de haut niveau)
- FNV Zelfstandigen in diensten, groen, handel, ICT, industrie, vervoer en zorg (professionnels autonomes de différents secteurs de l'industrie, de l'informatique et du commerce...)
- FNV Zelfstandigen Bouw (professionnels autonomes de la construction)

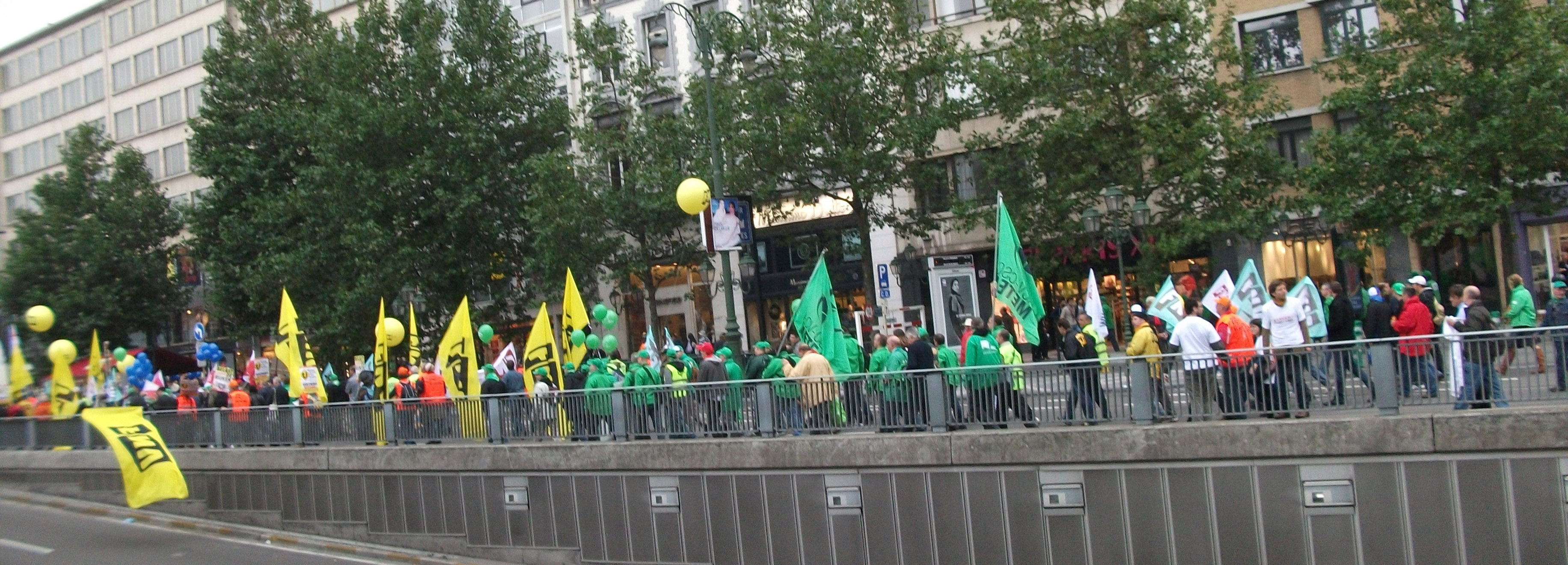
le F.N.V (jaune) en septembre 2010 à Bruxelles

- FNV Vrouwenbond (femmes)